# Lago de Besiberri
El lago de Besiberri (en catalán estany de Besiberri) es un lago de origen glaciar situado a 1985 m s. n. m., en la comarca de la Alta Ribagorza de la provincia de Lérida. 
Tiene una superficie de 4 ha, está situado en el valle de Besiberri por el que discurre el Barranco de Besiberri que desemboca en el río Noguera Ribagorzana, el valle de Besiberri está coronado por las cimas del Besiberri Norte (3015 m), el Besiberri Medio (2995 metros) y el Besiberri Sur (3024 metros). En el mismo valle se encuentra el Refugio Vivac de Besiberri (2221 m).

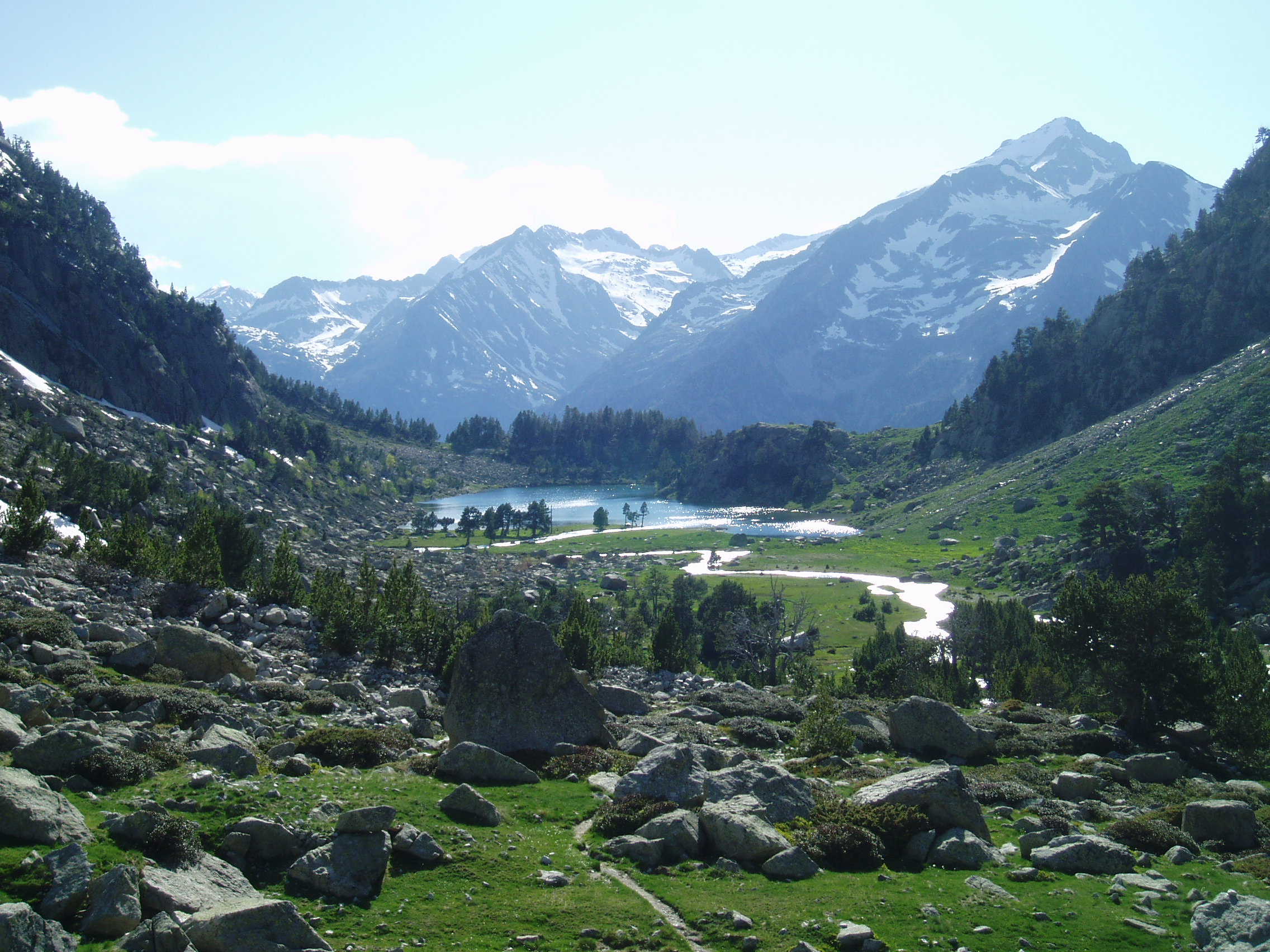
Vista del lago de Besiberri